# Surrey North (circonscription britanno-colombienne)
Pour les articles homonymes, voir Surrey.
Circonscription électorale provinciale du Canada
Surrey North est une circonscription provinciale de la Colombie-Britannique représentée à l'Assemblée législative de la Colombie-Britannique depuis 2024.

## Géographie
En 2024, la circonscription représente le secteur nord-ouest de la ville de Surrey.

## Liste des députés
| Législature                                                                  | Années                                                                       | Député                                                                       | Député                                                                       | Parti                                                                        |
| Surrey North Circonscription issue de Surrey-Green Timbers et Surrey-Whalley | Surrey North Circonscription issue de Surrey-Green Timbers et Surrey-Whalley | Surrey North Circonscription issue de Surrey-Green Timbers et Surrey-Whalley | Surrey North Circonscription issue de Surrey-Green Timbers et Surrey-Whalley | Surrey North Circonscription issue de Surrey-Green Timbers et Surrey-Whalley |
| ---------------------------------------------------------------------------- | ---------------------------------------------------------------------------- | ---------------------------------------------------------------------------- | ---------------------------------------------------------------------------- | ---------------------------------------------------------------------------- |
| 43e                                                                          | 2024–en cours                                                                |                                                                              | Mandeep Dhaliwal                                                             | Conservateur                                                                 |